# 劉星耀
劉星耀（？—17世紀），字壽次，江西撫州府金谿縣土橋鄉人，明朝、南明政治與軍事人物。

## 生平
崇禎六年（1633年），劉星耀中式江西鄉試解元，次年（1634年），連捷甲戌科進士，獲授湖廣麻城縣知縣，曾保衛當地不受流寇侵襲；之後陞任直隸池州府推官，有廉正聲譽。
隆武時，入朝擔任兵部武庫司員外郎、郎中，提督武學，随即辭官回鄉。

## 引用
1. 1 2  錢海岳《南明史·卷四十三·列傳第十九》：（隆武）時兵部司官：……劉星耀，字壽次，金谿人，崇禎七年進士。授麻城知縣，有捍禦功，遷池州推官。自武庫主事歷員外郎、郎中，提督武學。
2. ↑  道光《金谿縣志·卷五·選舉》：崇禎六年癸酉鄉試 劉星耀 土橋人，解元，有傳
3. ↑  《崇祯七年甲戌进士三代履历》：劉星耀，曾祖欽。祖承。父元第。壽次。書一房。己酉年八月十九日生。金溪人，癸酉一名，会一百八十一名，三甲七十六名。兵部政，授麻城知縣，庚辰考察，壬午補延平府经历。
4. ↑  道光《金谿縣志·卷十一·宦業》：劉星耀，字壽次，土橋人，崇禎七年進士。授湖廣麻城知縣，時寇盜充斥，捍禦有方；陞南直隸池州府推官，有廉明稱。擢兵部武庫司郎中，提督武學，旋乞休歸。 舊志